# Anchero Pantaléon
Anchero Pantaléon, född 1210 i Troyes, död 1 november 1286 i Rom, var en fransk kardinal. Han var kardinalprotopräst från 1281 till 1286.

## Biografi
Anchero Pantaléon var kanik vid katedralen i Bayeux och senare ärkediakon vid katedralen i Laon. Därefter tjänade han som kanik vid Notre-Dame; senare var han ärkediakon vid denna katedral.
Den 22 maj 1262 upphöjde påve Urban IV Pantaléon till kardinalpräst med Santa Prassede som titelkyrka. Kardinal Pantaléon deltog i sammanlagt åtta konklaver.
I samband med ett folkligt uppror år 1286 blev Anchero Pantaléon mördad i ett sidokapell – Cappella del Santissimo Crocifisso – i sin titelkyrka. Han är begravd i detta kapell; hans gravmonument är attribuerat åt Arnolfo di Cambio.

## Konklaver
Kardinal Pantaléon deltog i åtta konklaver.
| Konklav   | Vald påve     |
| --------- | ------------- |
| 1264–1265 | Clemens IV    |
| 1268–1271 | Gregorius X   |
| 1276      | Innocentius V |
| 1276      | Hadrianus V   |
| 1276      | Johannes XXI  |
| 1277      | Nicolaus III  |
| 1280–1281 | Martin IV     |
| 1285      | Honorius IV   |